# Thalerastria diaphora
Thalerastria diaphora är en fjärilsart som beskrevs av Otto Staudinger 1878. Thalerastria diaphora ingår i släktet Thalerastria och familjen nattflyn. Inga underarter finns listade i Catalogue of Life.